# Parafia Matki Bożej Częstochowskiej w Leszczynie
Parafia Matki Bożej Częstochowskiej w Leszczynie – parafia rzymskokatolicka, znajdująca się w diecezji tarnowskiej, w dekanacie Lipnica Murowana, we wsi Leszczyna w województwie małopolskim, w powiecie bocheńskim, w gminie Trzciana.